# 文森特·卡塞瑟
文森特·卡塞瑟（英語：Vincent Paul Kartheiser，1979年5月5日—）是美國的一位演員。在1990年代就已經出道。他曾在出演夜行天使中出演Connor，並且在廣告狂人中出演Pete Campbell角色。

## 外部連結
- 文森特·卡塞瑟在互联网电影资料库（IMDb）上的資料（英文）
- Yahoo! VK Biography （页面存档备份，存于）